# Amadea (Schiff, 1991)
Die Amadea ist ein Kreuzfahrtschiff, das 1991 als Asuka für NYK Cruises in Japan gebaut wurde und jetzt für Phoenix Reisen fährt.

## Geschichte

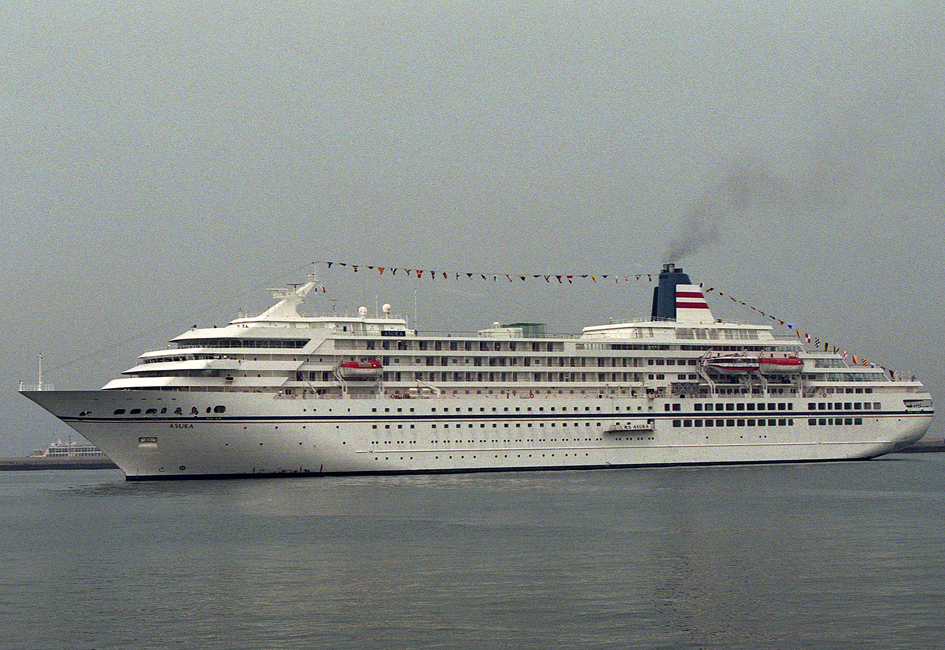
Als Asuka im Einsatz für NYK Cruises

Nachdem das Schiff von 1991 bis 2006 für NYK Cruises gefahren war, übernahm Amadea Shipping Ltd. das Schiff im Jahr 2006 und taufte es in Amadea um. Am 12. März 2006 begann seine erste Charterfahrt für Phoenix Reisen ab Yokohama. Bei NYK Cruises wurde es durch die Asuka II ersetzt.
Seit 2015 ist die Amadea Drehort der ZDF-Serie Das Traumschiff und des Ablegers Kreuzfahrt ins Glück.

## Daten und Technik
Das Schiff ist 192 m lang, 24,7 m breit und mit 29.008 BRZ vermessen. Der Tiefgang beträgt rund 6,6 m. Ausgestattet ist das Schiff mit 604 Betten in 317 Kabinen, davon 122 mit Balkon. Die Besatzung besteht aus circa 300 Personen.
Der Antrieb der beiden Verstellpropeller erfolgt über Reduktionsgetriebe durch zwei Siebenzylinder-Mitsubishi-Dieselmotoren 7L 58/64 mit einer Gesamtleistung von 17.314 kW. Das Schiff ist mit Stabilisatoren ausgerüstet und verfügt über eine 1.300 kW-Bugstrahlanlage. Für die Stromversorgung stehen drei Dieselgeneratoren mit je 2.125 kW und zwei Wellengeneratoren mit je 2.125 kW zur Verfügung.

## Bilder

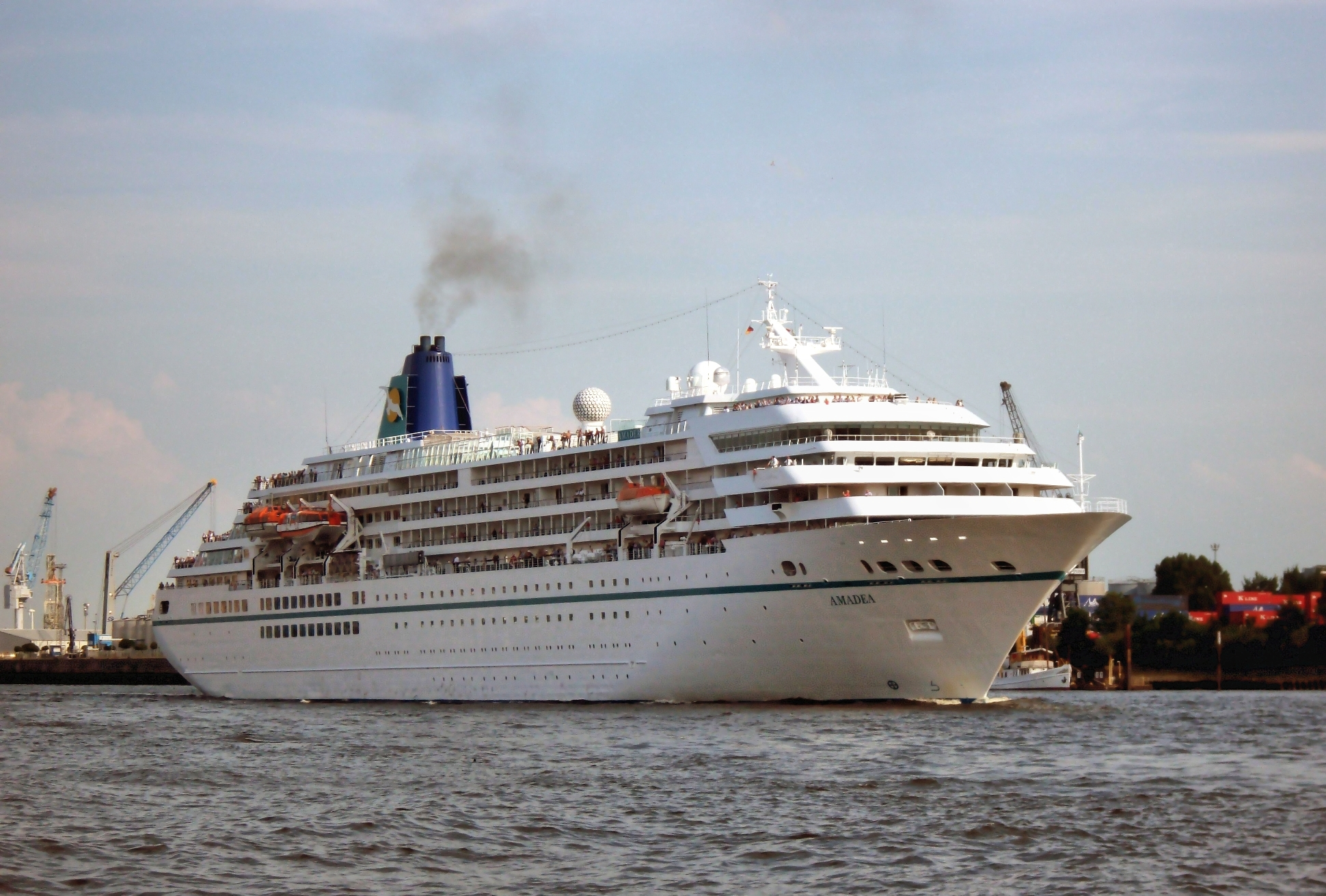
Bei der Ausfahrt aus Hamburg (2014)
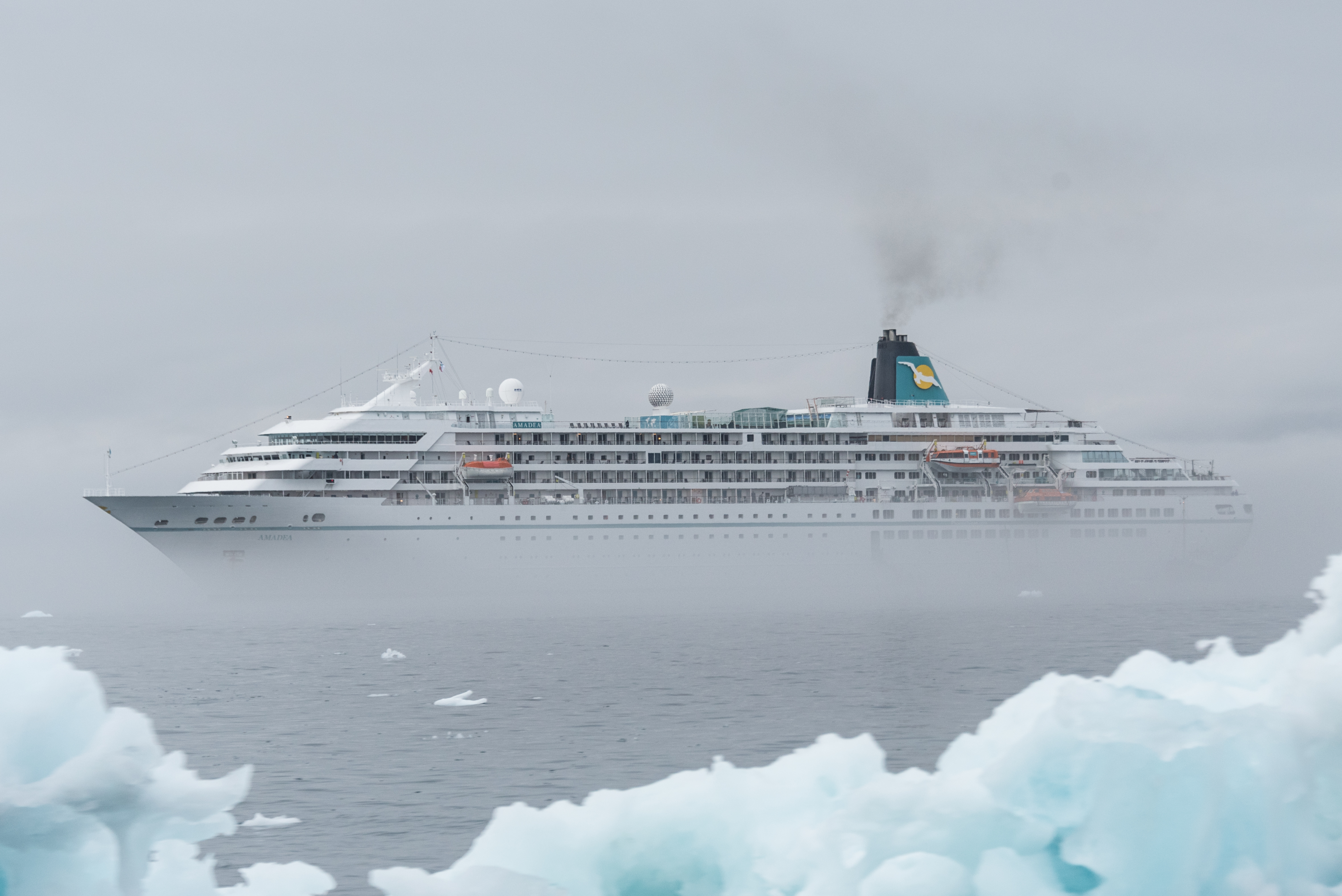
Im Eisfjord vor Ilulissat (2015)
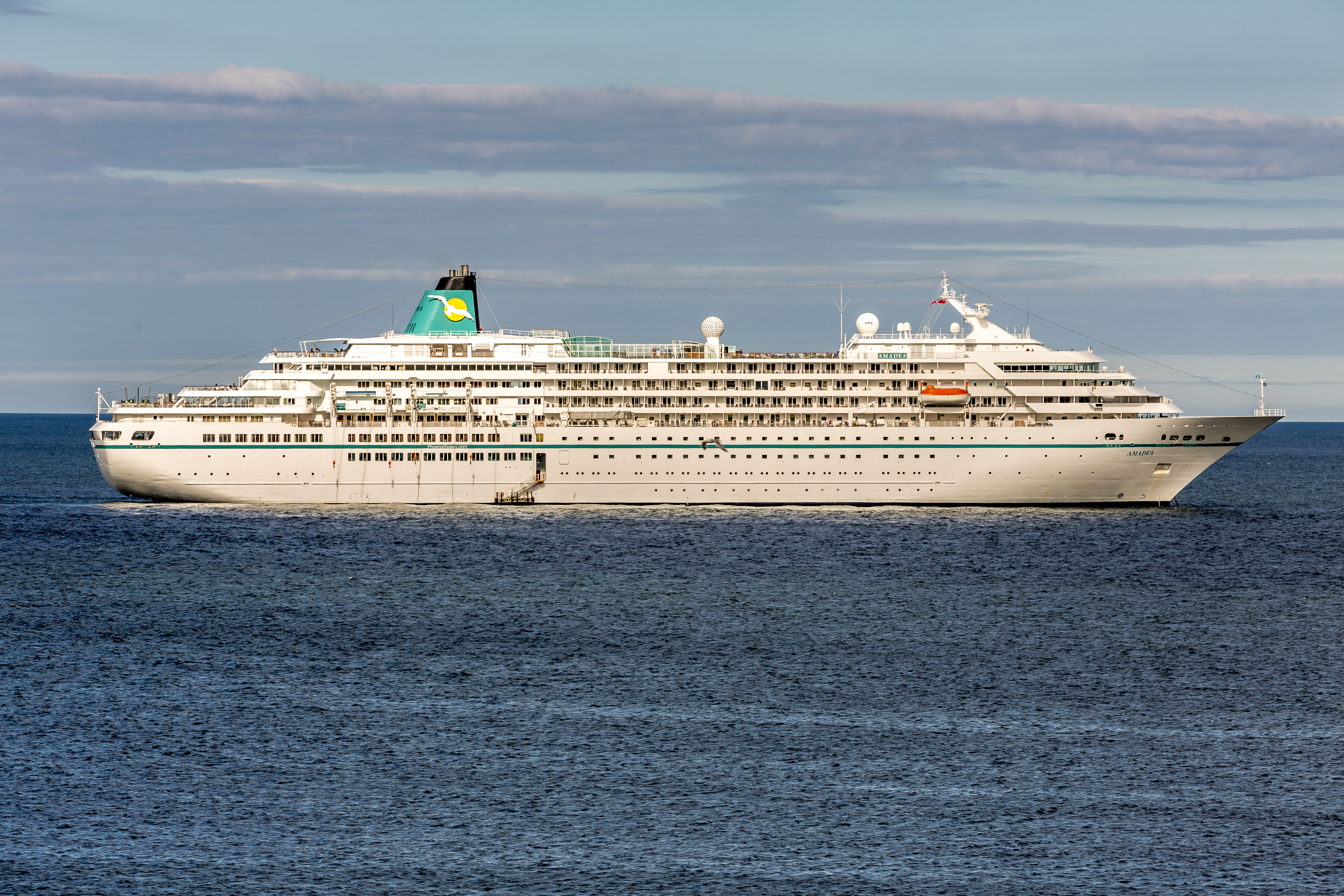
Seitenansicht vor Aberdeen (2016)
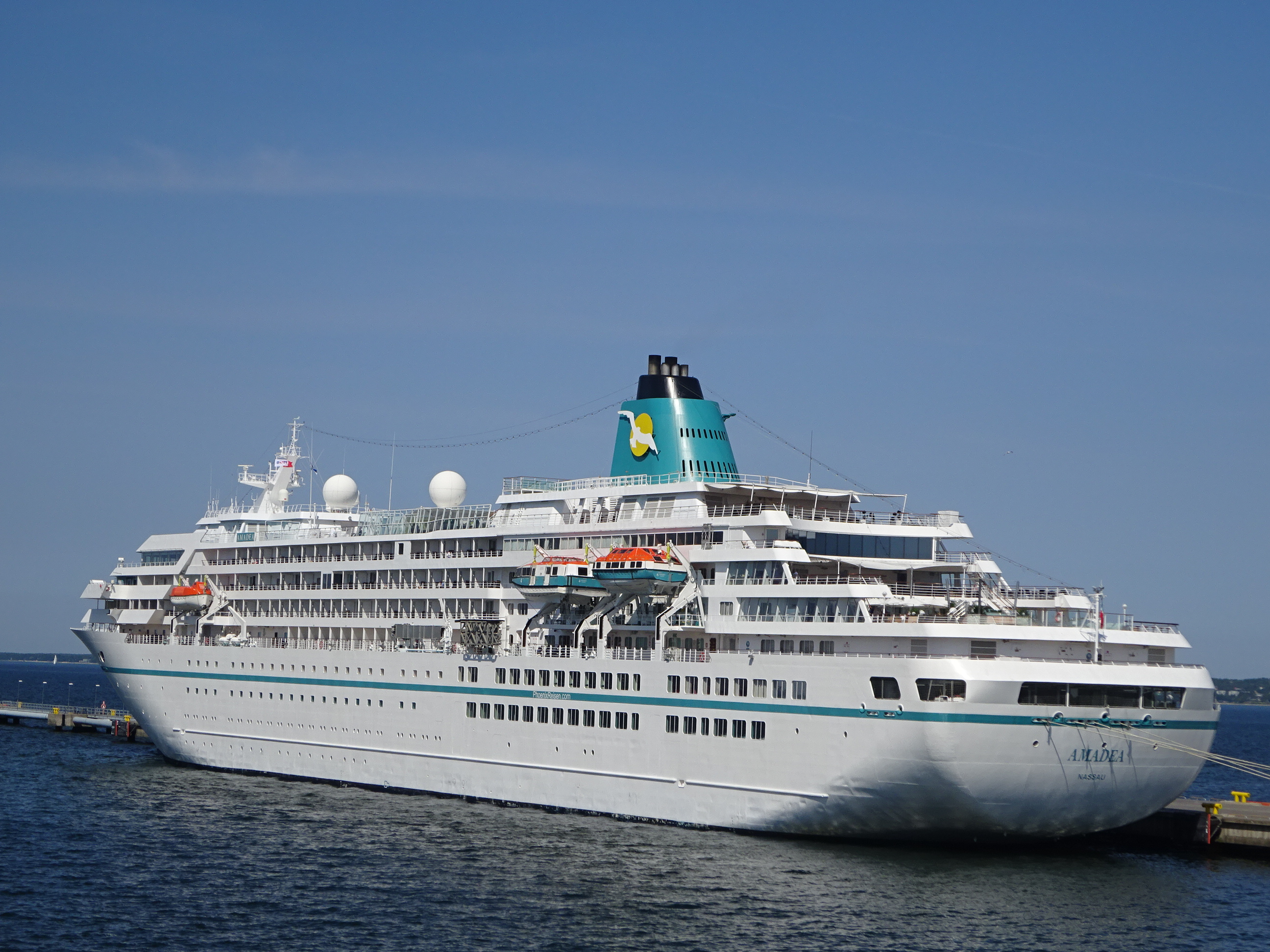
Am Pier in Tallinn (2023)
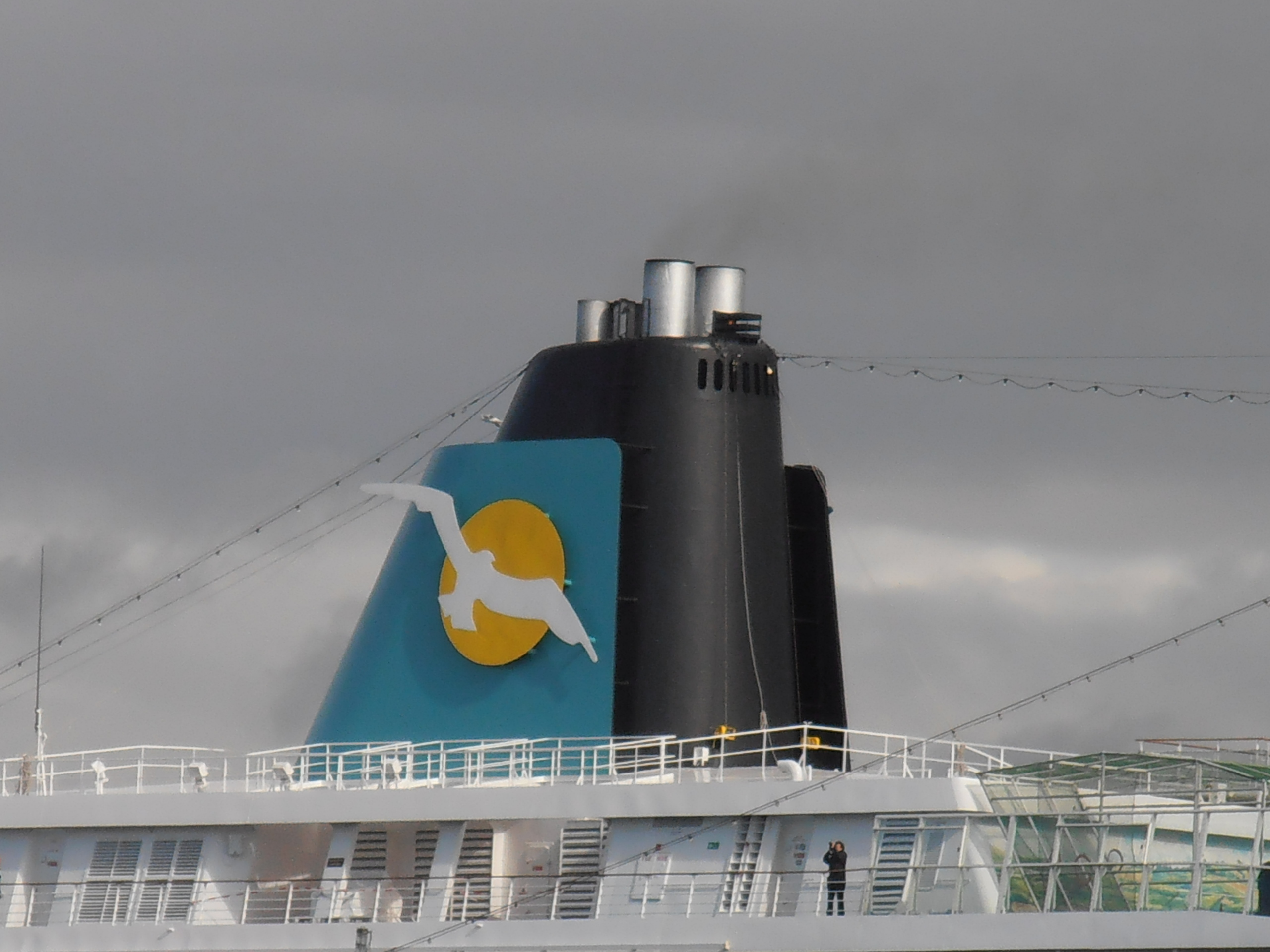
Neu lackierter Schornstein in schwarzer Farbe